# Odd Man Out (Prison Break)
Odd Man Out este al  episod al serialului de televiziune Prison Break, al  al sezonului 1.